# Mroczne opowieści
Mroczne opowieści (tytuł oryg. Campfire Tales) – filmowy horror z 1997 roku, przedstawiający trzy krótkie, lecz klimatyczne historie, opowiedziane ustami grupki nastolatków.
Poszczególne odcinki zawarte w filmie:

1. 'Hak' (ang. The Hook)
2. 'Ognisko' (ang. The Campfire)
3. Miesiąc miodowy (ang. The Honeymoon)
4. Ludzie też potrafią lizać (ang. People Can Lick Too)
5. Medalion (ang. The Locket)

## Obsada
- Jay R. Ferguson – jako Cliff
- Christine Taylor – jako Lauren
- Christopher Masterson – jako Eric
- Kim Murphy – jako Alex

- Ron Livingston – jako Rick
- Jennifer MacDonald – jako Valerie
- Hawthorne James – jako Cole

- Alex McKenna – jako Amanda
- Devon Odessa – jako Katherine
- Jonathan Fuller – jako "Jennifer"

- Glenn Quinn – jako Scott Anderson
- Jacinda Barrett – jako Heather Wallace

- Amy Smart – jako Jenny
- James Marsden – jako Eddie

## Opis fabuły
Czwórka nastoletnich przyjaciół – Lauren, Alex, Cliff i Eric – wraca nocą z koncertu. Ich samochód nieoczekiwanie psuje się gdzieś na odludziu, a młodzi zmuszeni są do przeczekania na nadchodzącą pomoc. Zaszywają się w lesie, gdzie rozpalają ognisko, a dla zabicia czasu opowiadają sobie mrożące krew w żyłach opowieści. W pierwszej z nich para małżonków wybiera się w podróż poślubną do smętnego lasu, który to chce odwiedzić jedno z nich. Rick i Valerie, bo tak nazywają się nieszczęśnicy, ignorują ostrzeżenia zdziwaczałego mężczyzny, odciągającego ich od lasu, i pozostają w nim na noc. Nocą zaczynają dziać się niepokojące rzeczy. Bohaterką drugiej opowieści jest nastoletnia Amanda, którą rodzice pozostawiają pod opieką starszej siostry w domu. Na nieszczęście Amandy, jej siostra nie zostaje z dziewczynką w domu, a nowo poznana w Internecie i chłonna ciekawych znajomości Jennifer okazuje się... niebezpiecznym psychopatą. W trzeciej opowieści poznana przez motocyklistę piękna dziewczyna okazuje się duchem.

## Slogany reklamowe
- Głęboko w lesie nikt nie usłyszy Twojego krzyku.
- Terror rozpościera się za słowem wypowiadanym ustami.